# Vojtech Breska
Vojtech Breska (* 16. Oktober 1956) ist ein ehemaliger tschechoslowakischer Radrennfahrer. 

## Sportliche Laufbahn
Breska gewann eine Etappe in der Vuelta a Colombia 1981, 1983 und 1986 in der Lidice-Rundfahrt. 1982 gewann er das Etappenrennen Vasas-Cup in Ungarn. Den Grand Prix Cycliste de Gemenc in Ungarn entschied er 1985 für sich. Für die tschechoslowakische Nationalmannschaft bestritt er die Polen-Rundfahrt (7. Platz 1982), die Schweden-Rundfahrt (1982 38.) und die Jugoslawien-Rundfahrt.